# Aliciella caespitosa
Aliciella caespitosa är en blågullsväxtart som först beskrevs av Asa Gray, och fick sitt nu gällande namn av J. M. Porter. Aliciella caespitosa ingår i släktet Aliciella och familjen blågullsväxter. Inga underarter finns listade i Catalogue of Life.

## Bildgalleri

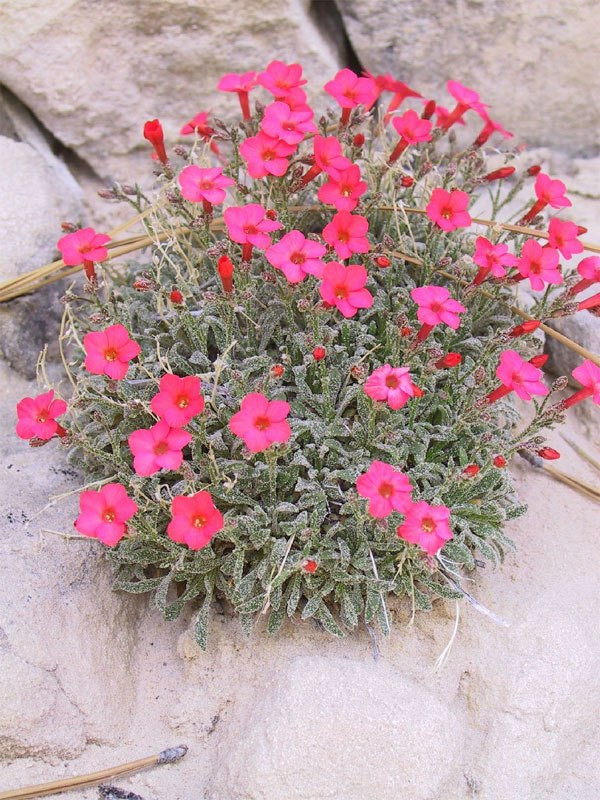